# Lahij
Lahij o Lahej (in arabo لحج‎?) è una città che si trova tra Ta'izz e Aden nello Yemen.
Dal XVIII secolo al XX fu governata dalla famiglia Al Abdali, che si proclama imparentata con l'Ahl al-Bayt, la famiglia del profeta Maometto. 
La città fu capitale del Sultanato di Lahij, protettorato britannico fino al 1967, quando il sultano fu cacciato dalla città che fu annessa alla Repubblica Socialista Popolare dello Yemen.